# Clara’s Dirty Little Secret
A Clara's Dirty Little Secret a Firka Villa című rajzfilmsorozat 2. része. Amerikában 2004. november 3-án mutatta be a Comedy Central. Magyarországon 2010. október 12-én mutatta be a hazai Comedy Central.

## Cselekmény
Az epizód elején Clara még mindig a múltkori csókot emlegeti. Mivel Toot agyára megy ezért, úgy döntött hogy bemeséli neki hogy, teherbe esik a csóktól. Foxxy felvilágosítást tart, hogy Clara-t megnyugtassa. Mikor megtudja az igazat nagyon szomorú lesz, mert senki nem akar majd vele szeretkezni, mivel a vaginája egy oktopusz. Miután mindenki megkedvelte az „Oktopuncit” Toot felzaklatta őt, és felfalta Zoknipócot így, mindenki rettegésben él. Mindenki el akarja kapni az Oktopuncit, de Foxxy megvédi őt. Clara hercegnőt a gonosz mostohaanyja átkozta meg, és csak úgy lehet megtörni az átkot ha, hozzá megy egy fiúhoz ezért egy párkereső show-t rendezett. Viszont a csók nem hozta helyre hanem, a választottja nemiszervén is, nőtt egy oktopusz. Majd amikor kiderül az Oktopunciról hogy kedves, már mindenki megszereti őt. Végül kiköpi Zoknipócot.
Az epizódban elhangzott dal:  La La Labia.
Foxxy Love előadásában Clara üldözése közben.